# 女儿国
女儿国，一般指的是神话或正史中记载的全由女性组成的国家或女尊男卑的母系社会国家。

## 概念源流
在中原地区，女儿国的概念源自神话故事，最早记载可见于《山海经》：“女子国在巫咸北，两女子居，水周之。一曰居一门中。”到东汉时，女儿国的记载也开始由神话而转移至正史，这标志着中原地区对这一概念认知的官方正统化；不过这些记载虽有一定的海外见闻依据，惟其中仍可见相当程度的神话色彩，反映出史家融合海外见闻与中原审美、原始神话的加工。日本也流传着与这些记载类似的女儿国神话。大体而言，在东方的神话或带有神话色彩的记录中出现的女儿国，均处于远海或异域，以女子立国而无男性存在，其繁衍则通过迎风、迎水等贞洁受孕的途径进行。
南北朝至隋唐时期，史书中关于女儿国的记载基本脱去神话影响，事实上反映母系氏族制度的存留，如东女国、西女国等记录，即为一例。明清小说中，以《西游记》和《镜花缘》为典型的对“女儿国”的描写，虽不脱传统观念影响，但仍映射作者希望女性和男性具有同等社会地位的愿望。
随着时代变迁，母系制度日渐式微，现代社会中仍奉行此类制度者已几近于无。云南摩梭人仍保存母系制度的习俗，被外间以“女儿国”形容之。

## 影視中的女兒國
- 美人國（1981年，許不了主演）
- 鏡花緣之女兒國（香港無線電視劇《民間傳奇》單集劇，夏雨、張英才、程可為、江毅主演）
- 神機妙算劉伯溫-第八單元-女兒國（2007年，徐貴櫻、李燕、黃少祺等人主演）
- 西遊記·女兒國（2018年賀歲電影）

## 神話中的女儿国
- 亞馬遜人
- 布巫瑪
- 喬拜拜
- 希希邦
- 巴萊依珊
- 迭瑪哈霍伊

## 動漫的女兒國
- ONE PIECE裡虛構的島嶼亞馬遜百合 (ONE PIECE)，又名「女兒島」，顧名思義是一座只有女性居住的島嶼。島上住著名為「九蛇」的女系戰鬥民族，她們在島上建立國家[8]，現任皇帝為「海賊女帝」波雅·漢考克。